# Tour der walisischen Rugby-Union-Nationalmannschaft nach Afrika 1998
| Tour der Waliser nach Afrika 1998 | Tour der Waliser nach Afrika 1998 | Tour der Waliser nach Afrika 1998 | Tour der Waliser nach Afrika 1998 | Tour der Waliser nach Afrika 1998 |
| Übersicht                         | S                                 | G                                 | U                                 | N                                 |
| --------------------------------- | --------------------------------- | --------------------------------- | --------------------------------- | --------------------------------- |
| Test Matches                      | 2                                 | 1                                 | 0                                 | 1                                 |
| Sonstige Spiele                   | 4                                 | 0                                 | 0                                 | 4                                 |
| Gesamt                            | 6                                 | 1                                 | 0                                 | 5                                 |
|                                   |                                   |                                   |                                   |                                   |
| Simbabwe                          | 1                                 | 1                                 | 0                                 | 0                                 |
| Südafrika                         | 1                                 | 0                                 | 0                                 | 1                                 |

Die Tour der walisischen Rugby-Union-Nationalmannschaft nach Afrika 1998 umfasste eine Reihe von Freundschaftsspielen der walisischen Rugby-Union-Nationalmannschaft. Sie reiste im Juni 1997 durch Simbabwe und Südafrika, wobei sie während dieser Zeit sechs Spiele bestritt. Darunter war je ein Test Match gegen die simbabwische und die südafrikanische Nationalmannschaft, hinzu kamen vier Begegnungen mit Auswahlteams. Den Walisern gelang ein einziger Sieg gegen Simbabwe.

## Ereignisse
Der walisische Cheftrainer Kevin Bowring war am Ende des Turniers Five Nations 1998 zurückgetreten, und da die Welsh Rugby Union noch keinen Nachfolger ernannt hatte, bestimmte sie Dennis John vor der Tour zum Interimstrainer. Vor der Tour hatten außerdem 18 walisische Spieler erklärt, dass sie nicht zur Verfügung stünden; acht weitere Spieler verletzten sich im Verlaufe der Tour. Die derart geschwächte walisische Nationalmannschaft verlor das Test Match gegen die Springboks mit 13:96, was bis heute ihre höchste Niederlage überhaupt ist.

## Spielplan
- Hintergrundfarbe grün = Sieg
- Hintergrundfarbe rot = Niederlage

(Test Matches sind grau unterlegt; Ergebnisse aus der Sicht von Wales)
| # | Datum         | Gegner              | Ort            | Stadion                 | Ergebnis |
| - | ------------- | ------------------- | -------------- | ----------------------- | -------- |
| 1 | 06. Juni 1998 | Simbabwe            | Harare         | Police Grounds          | 49:11    |
| 2 | 12. Juni 1998 | Emerging Springboks | Witbank        | Witbank Stadium         | 13:35    |
| 3 | 16. Juni 1998 | Border Bulldogs     | East London    | Basil Kenyon Stadium    | 8:24     |
| 4 | 19. Juni 1998 | Natal Sharks        | Durban         | Kings Park Stadium      | 23:30    |
| 5 | 23. Juni 1998 | Falcons             | Vanderbijlpark | Isaac Styn Stadium      | 37:39    |
| 6 | 27. Juni 1998 | Südafrika           | Pretoria       | Loftus Versfeld Stadium | 13:96    |

## Test Matches
| 6. Juni 1998 | Simbabwe                                 | 11 : 49        | Wales                                                                                                 | Police Grounds, Harare Schiedsrichter: Johannes Meuwesen (Südafrika) |
| 6. Juni 1998 | Versuche: Bekker Straftritte: Tsimba (2) | (6:12) Bericht | Versuche: Hayward (3) Proctor Rees (2) A. Thomas (2) Erhöhungen: A. Thomas (3) Straftritte: A. Thomas | Police Grounds, Harare Schiedsrichter: Johannes Meuwesen (Südafrika) |

Aufstellungen:
- Simbabwe: Wayne Barratt, Ryan Bekker, G. Campbell, Brenton Catterall, Brendon Dawson , John Ewing, Brendan French, Leon Greeff, R. Karimazondo, Shaun Landman, Mordekai Mwerenga, Victor Olonga, Gary Snyder, Graham Stewart, Kennedy Tsimba 
 Auswechselspieler: Ian Neilson, Neill Nortje, Doug Trivella, Dave Walters
- Wales: John Davies, Rob Howley , Dafydd James, Garin Jenkins, Mark Jones, Andy Moore, Darren Morris, Wayne Proctor, Scott Quinnell, Richard Rees, Mark Taylor, Arwel Thomas, Nathan Thomas, David Weatherley, Martyn Williams 
 Auswechselspieler: Colin Charvis, John Funnell, Byron Hayward, Paul John, Barry Williams, Chris Wyatt

| 27. Juni 1998 17:00 SAST | Südafrika | 96 : 13        | Wales                                                                | Loftus Versfeld Stadium, Pretoria Zuschauer: 33.633 Schiedsrichter: Paddy O’Brien (Neuseeland) |
| 27. Juni 1998 17:00 SAST | Versuche: Erasmus Hendricks Montgomery (2) Otto Rossouw (3) Skinstad Smith Terblanche (2) van der Westhuizen Venter (2) Erhöhungen: Montgomery (9) Straftritte: Montgomery | (29:6) Bericht | Versuche: A. Thomas Erhöhungen: A. Thomas Straftritte: A. Thomas (2) | Loftus Versfeld Stadium, Pretoria Zuschauer: 33.633 Schiedsrichter: Paddy O’Brien (Neuseeland) |

Aufstellungen:
- Südafrika: Mark Andrews, James Dalton, Rassie Erasmus, Adrian Garvey, Robbie Kempson, Percy Montgomery, Pieter Muller, Krynauw Otto, Pieter Rossouw, Franco Smith, André Snyman, Gary Teichmann , Stefan Terblanche, Joost van der Westhuizen, André Venter 
 Auswechselspieler: Andrew Aitken, Naka Drotské, McNeil Hendricks, Henry Honiball, Ollie le Roux, Bobby Skinstad, Werner Swanepoel
- Wales: Colin Charvis, John Davies, Garan Evans, John Funnell, Ian Gough, Mike Griffiths, Byron Hayward, Dafydd James, Paul John, Kingsley Jones , Andy Moore, Mark Taylor, Arwel Thomas, Nathan Thomas, Barry Williams 
 Auswechselspieler: Garin Jenkins, Stephen Jones, Geraint Lewis, David Llewellyn, Darren Morris, Darril Williams, Chris Wyatt